# (15468) Mondriaan
(15468) Mondriaan ist ein Asteroid des Hauptgürtels, der am 14. Januar 1999 von Astronomen des Spacewatch-Projekts am Kitt-Peak-Nationalobservatorium (IAU-Code 695) in Arizona entdeckt wurde.
Der Himmelskörper wurde am 16. Januar 2014 nach dem niederländischen Maler der klassischen Moderne Piet Mondrian (1872–1944) benannt, der die Stilrichtung des Neoplastizismus schuf und als wichtigster Vertreter des niederländischen Konstruktivismus sowie der von Theo van Doesburg so bezeichneten Konkreten Kunst gilt.